# 猛鬼霸王花
《猛鬼霸王花》，是1989年上映的一部香港恐怖鬼片，由袁祥仁執導，陳維智監製，吳君如、許志安、林建明、曹查理主演。

## 劇情
片中講述傳聞警隊因要節省開支而將要解散飛虎隊及霸王花，警局局長（曹達華 飾）命令胡Sir（胡楓 飾）執行嚴格訓練，目的要辭退一些犯錯隊員或令其受不了苦自動辭職，從而把他們解散。訓練期間接連發生奇異事件，有人突然死亡，亦有人親眼見到女鬼，其後女鬼追殺隊員，展開一場大戰。

## 演員表
| 演員   | 角色              |
| 單立文 | 阿郎              |
| 許志安 | 神婆              |
| 樓南光 | 阿勇              |
| 曹查理 | 查理              |
| 李嘉雄 | 藥煲              |
| 吳君如 | 綽號唔怕瘀        |
| 司馬燕 | 綽號小籠飽        |
| 劉玉婷 | 阿May             |
| 陳佩珊 | 阿珊 綽號大食怪獸 |
| 胡楓   | 胡Sir             |
| 林建明 | 斯淫高娃          |
| 曹達華 | 警局局長          |
| 苑瓊丹 |                   |
| 陳志文 |                   |

## 外部連結
- 香港影庫上《猛鬼霸王花》的資料（繁體中文）
- 互联网电影数据库（IMDb）上《猛鬼霸王花》的资料（英文）